# Marta Kloučková
Marta Kloučková (* 4. listopadu 1988 Jablonec nad Nisou) je česká jazzová zpěvačka a textařka, členka vokálního sextetu Skety. Vystupuje s formací Marta Kloučková Quintet.
Vystudovala muzikál na Konzervatoři Jaroslava Ježka a poté jazzovou Vyšší odbornou školu Jaroslava Ježka. Souběžně absolvovala arts management na Fakultě podnikohospodářské Vysoké školy ekonomické. V roce 2010 začala vyučovat zpěv na International School of Music and Fine Arts Prague. V Českém rozhlase Vltava se stala moderátorkou pořadu Sedmé nebe.

## Diskografie
- Loving Season, 2018
- Stopa snu, 2022